# Ansonia echinata
Ansonia echinata é uma espécie de anfíbio da família Bufonidae.

## Distribuição
Esta espécie é endêmica de Sarawak, Malásia.